# Faro del Canal del Four
El faro del canal del Four o faro del Four es un faro de Francia situado a 2 km de la costa de la península de Saint-Laurent en la comuna de Porspoder, en el departamento francés de Finisterre, en Bretaña.
Este faro es conocido también con el nombre de faro del Four d'Argenton; se levanta sobre una roca de granito de 25 m de diámetro y con una altura de 11,50 m. Le Four es un faro en el mar que domina el Canal del Four, pasaje entre el canal de La Mancha y el mar de Iroise. No debe confundirse con el faro de Nividic, también llamado faro del Four (Phare du Four) situado frente a la costa de la cercana isla de Ouessant.